# Rebeldes
|  | Per a altres significats, vegeu «Los Rebeldes». |

Rebeldes, també escrit com RebeldeS, és un grup de música pop brasiler. Estava format per sis cantants: Chay Suede, Lua Blanco, Mel Fronckowiak, Micael Borges, Sophia Abrahão i Arthur Aguiar, protagonistes de la telenovel·la juvenil Rebelde emesa a Rede Record entre març de 2011 i octubre de 2012.

## Membres
| Nom             | Data             | Naixement                  | Posició                                  |
| --------------- | ---------------- | -------------------------- | ---------------------------------------- |
| Chay Suede      | 30 juny 1992     | Vila Velha, Espírito Santo | líder, vocalista                         |
| Lua Blanco      | 5 març 1987      | São Paulo                  | vocalista principal, visual              |
| Mel Fronckowiak | 16 gener 1988    | Pelotas, Rio Grande do Sul | ballarina principal, primera veu, visual |
| Sophia Abrahão  | 22 maig 1991     | São Paulo                  | vocalista, visual                        |
| Micael Borges   | 12 desembre 1988 | Rio de Janeiro             | rapper principal, vocalista              |

## Discografia
- 2011: Rebeldes (d'estudi)[4]
- 2012: Rebeldes - Ao vivo (en directe)[5]
- 2012: Meu Jeito, Seu Jeito (d'estudi)[6]